# Dropkick Murphys

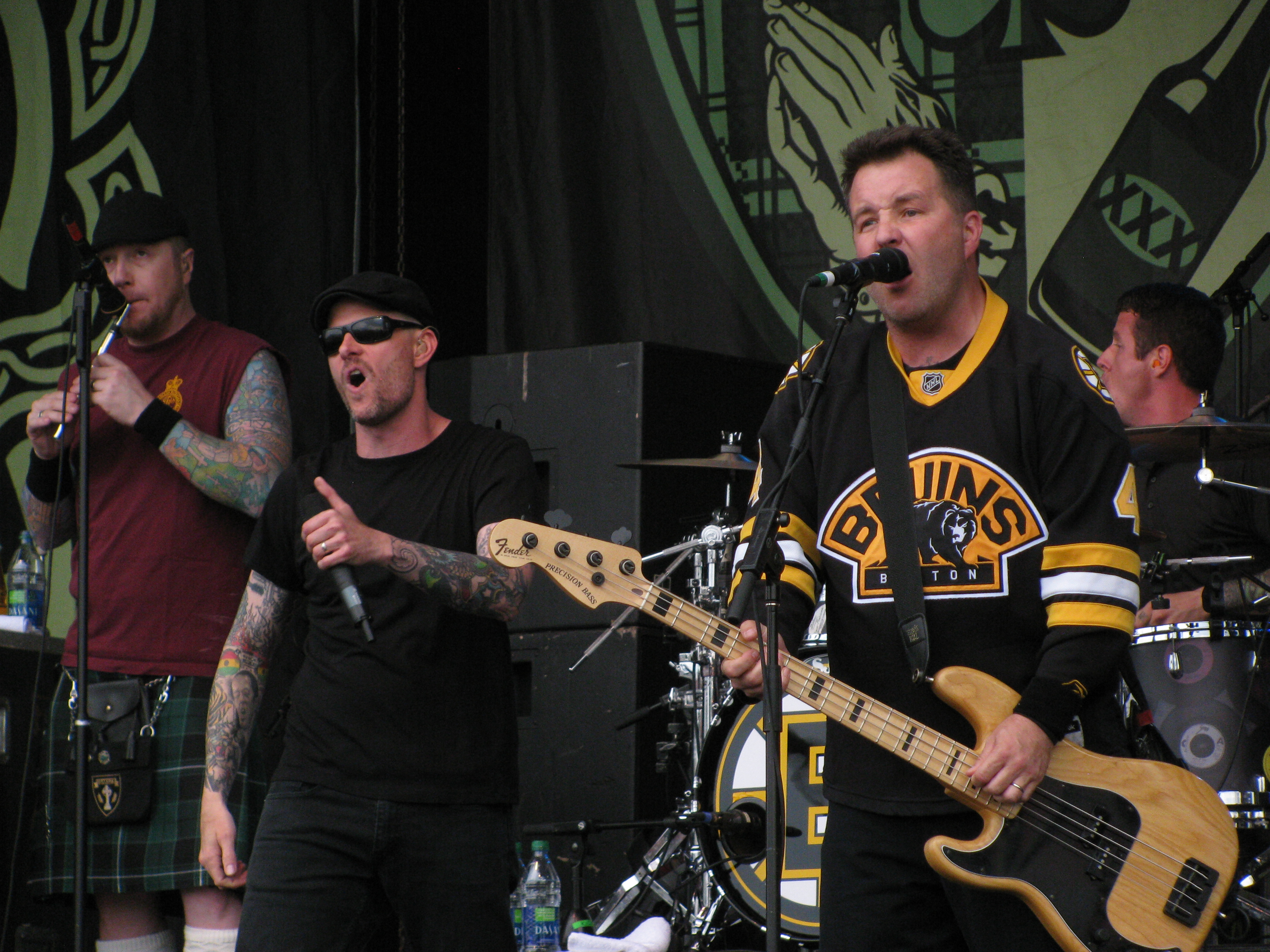
Ken Casey lider Dropkick Murphys

Dropkick Murphys – folk punkowy zespół z Bostonu. Brzmienie grupy charakteryzuje się szybkimi i melodyjnymi kompozycjami, w których często usłyszeć można takie instrumenty jak dudy szkockie, banjo, tin whistle czy mandolina. Zespół w swojej twórczości sięga również po utwory z irlandzkiej muzyki ludowej.

## Historia
Zespół powstał w 1996 w Quincy w stanie Massachusetts z inicjatywy basisty Kena Caseya, który do współpracy zaprosił wokalistę Mike’a McColgana, gitarzystę Ricka Bartona oraz perkusistę Jeffa Erna. Wkrótce skład uzupełnił grający na dudach szkockich Joe Delaney. Początkowo grupa odbywała próby w piwnicy zakładu fryzjerskiego.
Przełomem w karierze zespołu stało się nagranie i wydanie za własne pieniądze EP Boys On The Docks, która została zauważona przez wytwórnię Hellcat Records. Chwilę później zespół podpisał kontrakt, który zaowocował licznymi koncertami oraz wydaniem pełnowymiarowego albumu-Do Or Die (na perkusji grał już wówczas nowy perkusista, Matt Kelly). Debiutancki krążek zespołu odniósł sukces na fali popularności rodzącej się nowej siły – celtic punk rocka.
Po wydaniu Do Or Die zespół opuścił dotychczasowy wokalista, Mike McColgan, który zapragnął zostać strażakiem (kilka lat potem McColgan założył grupę Street Dogs). Jego miejsce zajął wokalista zespołu The Bruisers, Al Barr, z którym grupa wydała kolejny krążek zatytułowany The Gang's All Here, promowany wideoklipem do utworu "10 Years Of Service" (klip emitowany w telewizji MTV). Był to ostatni album nagrany z Rickiem Bartonem w roli gitarzysty.
W 2001 grupa nagrała płytę Sing Loud, Sing Proud, na okładce której uwieczniony został bostoński mural wykonany przez kilku fanów zespołu. Album muzycznie był naturalną kontynuacją poczynań grupy, która podkreśla swoją fascynację kulturą irlandzką i szkocką (na przykład nowa wersja starego ludowego utworu "Wild Rover" czy hymn dla swej miejscowości pt. "For Boston"). Jeszcze przed nagraniem płyty do zespołu dołączyli: gitarzysta James Lynch oraz odpowiadający za ludowe instrumenty Marc Orell. Na dudach grupę wspomógł również muzyk posługujący się pseudonimem Spacy McHaggis. Na płycie pojawili się także goście: Shane McGowan z The Pogues oraz Colin McFaull ze grupy punkowej Cock Sparrer. Po sukcesie płyty zespół wyruszył w trasę koncertową, podczas której nagrana została pierwsza koncertowa płyta zespołu, wydana w 2002.
Live On St. Patrick's Day From Boston, MA zawierała największe przeboje z wczesnego okresu działalności grupy.
Dropkick Murphys na fali swej popularności, w 2003 wydali studyjny album Blackout. Promujący płytę singiel "Walk Away" stał się przebojem w kilku amerykańskich rozgłośniach. Na płycie znalazły się m.in. dwie klasyczne pieśni irlandzkie w nowych aranżacjach "Black Velvet Band" i "Fields Of Athenry", oda do ludu robotniczego "Worker's Song" oraz nagrana razem ze Stephanie Dougherty piosenka "The Dirty Glass". Zespół wyruszył w trasę koncertową promującą nową płytę, wspomagany podczas koncertów przez dudziarza Scruffy Wallace’a oraz odpowiadającego za ludowe instrumenty Tima Brennana.
Po powrocie z trasy koncertowej zespół wrócił do studia aby nagrać kolejny album. The Warrior's Code ukazał się w czerwcu 2005. Grupa kontynuowała na albumie drogę obraną kilka lat wcześniej, niektóre patenty rozwijając oraz nieco urozmaicając muzykę, poprzez dodawanie ballad lub próbowanie sił w innych gatunkach rocka. Na płycie znalazło się kilka utworów irlandzkich w nowych aranżacjach (min. "Captain Kelly's Kitchen", interpretacja słynnego w Irlandii "Courtin' In The Kitchen" czy więzienna ballada "Auld Triangle") a także szereg kompozycji autorskich, które na stałe weszły do koncertowego repertuaru Dropkick Murphys ("Sunshine Highway", "Warrior's Code" czy "Your Spirit's Alive"). Zespół zauważył reżyser Martin Scorsese, który wybrał utwór "I'm Shipping Up To Boston" jako muzyczny temat przewodni do swojego filmu pt. Infiltracja (oryg. The Departed). Piosenka wykorzystana została również w komediowym serialu rysunkowym Simpsonowie, w odcinku zatytułowanym The DeBarted.
W 2007 zespół wydał kolejny pełnometrażowy album zatytułowany The Meanest Of Times. Była to kolejna płyta zespołu, która została przyjęta z entuzjazmem, zarówno przez krytyków jak i fanów grupy. Muzycznie The Meanest Of Times utrzymany jest w celtic punkowej stylistyce Dropkick Murphys, na albumie znalazły się zarówno mocne i szybkie kompozycje np. "Famous For Nothing" czy "Shattered" jak i spokojniejsze utwory np."The Flairmount Hill". Na płycie znalazł się również utwór "(F)lannigan's Ball", nagrany przy udziale Spidera Stacy'ego z The Pogues oraz Ronniego Drew, muzyka grupy The Dubliners, która w latach 70. rozsławiła irlandzką muzykę ludową. W promującym krążek utworze "The State Of Massachusetts" zagrał gościnnie na gitarze pierwszy gitarzysta zespołu, Rick Barton. Znajdujący się na płycie utwór "Johnny I Hardly Knew Ya'" został wykorzystany w grze komputerowej z serii "Guitar Hero".
Po trzyletniej przerwie w wydawaniu albumów (nie licząc reedycji "The Meanest Of Times" wzbogaconej o kilka bonusowych nagrań) w marcu 2010 na rynek trafił koncertowy album grupy Live on Lansdowne, Boston MA. Album stanowi zapis kilku koncertowych wieczorów z Lansdowne w Bostonie, gdzie zespół grał z okazji obchodów Dnia Świętego Patryka. Płyta zawiera największe przeboje grupy- m.in. "I'm Shipping Up To Boston", "Worker's Song", "Fields Of Athenry". Na albumie można usłyszeć nowego muzyka, Jeffa Da Rosę, który zastąpił, odchodzącego z zespołu po 8 latach, Marca Orella.
W marcu 2011 miała miejsce światowa premiera siódmego studyjnego albumu zespołu -"Going Out In Style". Płytę promował internetowy singel "Memorial Day" oraz teledysk do utworu tytułowego. Na albumie wystąpił gościnnie Bruce Springsteen, który zaśpiewał w utworze "Peg O' My Heart".

## Członkowie zespołu
- Al Barr – wokal
- James Lynch – gitara
- Ken Casey – gitara basowa, wokal
- Tim Brennan – gitara, mandolina, gitara akustyczna, akordeon,
- Jeff DaRosa – mandolina, banjo, bouzouki, akordeon
- Matt Kelly – perkusja

Byli członkowie zespołu
- Mark Orell – gitara, akordeon
- Spicy McHaggis – dudy
- Ryan Foltz – mandolina, flet irlandzki
- Rick Barton – gitara
- Mike McColgan – wokal
- Jeff Erna – perkusja
- Joe Delaney – dudy
- Scruffy Wallace – dudy, flet irlandzki

## Dyskografia

### Albumy
- Boys On The Docks – EP (1997)
- Do or Die (1998)
- The Gang's All Here (1999)
- Sing Loud Sing Proud (2001)
- Blackout (2003)
- The Warrior's Code (2005)
- The Meanest of Times (2007)
- Going Out In Style (2011)
- Signed And Sealed In Blood (2013)
- 11 Short Stories of Pain & Glory (2017)
- Turn Up That Dial (2021)
- This Machine Still Kills Fascists (2022)
- Okemah Rising (2023)

### Płyty nagrane na żywo i skompilowane albumy
- The Early Years (1998) (Wydany tylko w Europie)
- The Singles Collection, Volume 1 (2000)
- Live on St. Patrick's Day From Boston, MA (2003)
- Singles Collection, Volume 2 (2005)
- Live on Lansdowne, Boston MA (2010)
- Going Out In Style: Fenway Park Bonus Edition (2012)

### Tribute
- Ex-USSR Tribute to Dropkick Murphys (2014)
- Famous For Nothing: A Tribute To Dropkick Murphys (2015)

### Single
- Fire and Brimstone (1997)
- Tattoos and Scally Caps (1997)
- Curse of Fallen Soul (1998)
- Good Rats (2000)
- Live on a Five (2000)
- Walk Away (2003)
- Time to Go: Promotional Single (2003)
- Fields of Athenry (2003)
- Back to the Hub (2003)
- Fields of Athenry: Andrew Farrar Memorial (2005) Memorial single

### Kompilacje
- Runt of the Litter, Vol. 2 (1996)
- Give 'Em The Boot (1997) – piosenka "Barroom Hero (original version)"
- Give 'Em The Boot Vol. 2 (1999) – piosenka "The Gang's All Here"
- Vans Off The Wall Sampler (1999) – piosenka "Boston Asphalt"
- Punk Rock Jukebox Vol. 3 (1999) – piosenka "Vengeance"
- Built For Speed – A Motorhead Tribute (1999) – piosenka "Rock And Roll"
- Punch Drunk (1999) – piosenka "You're A Rebel"
- Boston Drops The Gloves: A Tribute To Slapshot (1999) – piosenka "I've Had Enough"
- Punch Drunk Vol. 2 (2000) – piosenka "Soundtrack To A Killing Spree"
- A Worldwide Tribute To Oi (2000) – piosenki: "Hey Little Rich Boy" i "Never Again"
- Back On The Streets – Japanese/American Punk Unity (2000) – piosenki "Halloween" i "Soundtrack To A Killing Spree"
- Punk-O-Rama Vol. 5 (2000) – piosenka "Good Rats (Original Version)"
- Punk-O-Rama Vol. 6 (2001) – piosenka "The Gauntlet"
- A Tribute To Cock Sparrer (2001) – Includes "Working"
- Give 'Em The Boot Vol. 3 (2002) – piosenka "The Legend Of Finn McCummhail"
- Punk-O-Rama Vol. 7 (2002) – piosenka "Heroes From Our Past"
- Atticus: Dragging The Lake Vol. 2 (2003) – piosenka "Fields Of Athenry"
- 2003 Warped Tour Compilation (2003) – piosenka "Walk Away"
- Punk-O-Rama Vol. 8 (2003) – piosenka "Gonna Be A Blackout Tonight"
- Give 'Em The Boot Vol. 4 (2004) – piosenka "I'm Shipping Up To Boston (original version)"
- Rock Against Bush, Vol. 2 (2004) – piosenka "We Got the Power"
- Punk-O-Rama Vol. 9 (2004) – piosenka "The Dirty Glass"
- Punk-O-Rama Vol. 10 (2005) – piosenka "The Warrior's Code"
- Fever Pitch Soundtrack (2005) – piosenka "Tessie"
- Tony Hawk's American Wasteland soundtrack (2005) – piosenka "Who is Who"
- 2005 Warped Tour Compilation (2005) – piosenka "Sunshine Highway"
- Whiskey In The Jar: Essential Irish Drinking Songs And Sing Alongs (2006) – piosenki: "Fields Of Athenry", "The Wild Rover" i "The Dirty Glass"

## Wideografia
- Vans Warped Tour 2003 (2003) – zawiera "Black Velvet Band (Live)"
- Punk-O-Rama Vol. 1 (2003) – teledyski do piosenek: "Barroom Hero" i "The Gauntlet"
- On The Road With The Dropkick Murphys (2004)
- Punk Rock Holocaust (2004)
- Give 'Em The Boot (2005) – zawiera "Good Rats (Live)"
- The Departed (2006) – zawiera "I'm shipping up to Boston"
- Zwiastun sezonu 8 "The Walking Dead" (2017) - zawiera "The Prisoner's song"[1]